# Metal finlandais
Le heavy metal en Finlande est un genre de musique fortement pratiqué par des groupes, dont de très nombreux sont désormais devenus des références en Europe et dans le monde. Les genres les plus adoptés sont le metal symphonique, le speed metal mélodique (ou power metal), le death metal mélodique le black metal, le folk metal  et le metal gothique.

## Les débuts
Au début des années 1980, le metal était un genre marginal en Finlande; à part quelques rares groupes au faible succès national, comme Stone (groupe du célèbre Roope Latvala, futur guitariste, entre autres, de Children of Bodom), le phénomène reste très limité. Cependant, quelques formations naissent, sans savoir encore qu'elles deviendront les chefs de file du mouvement quelques années plus tard; c'est notamment le cas de Stratovarius.

## Les années 90: début de la reconnaissance internationale
Au début de la décennie, on trouve, dans les premiers groupes émergents, Amorphis et Sentenced. Ces groupes pratiquent du death metal mélodique, musique également émergente à l'époque dans le pays voisin (la Suède). Mais l'évolution la plus importante venait d'un autre groupe novateur pour l'époque. Pratiquant un  speed metal mélodique mélangé à du metal néoclassique, Stratovarius est devenu dès 1994 (date du recrutement du chanteur Timo Kotipelto) un des chefs de file du metal européen. Son style alors si particulier (depuis, il a été très souvent imité.), ainsi que le ses musiciens talentueux (en particulier le guitariste Timo Tolkki et le claviériste suédois Jens Johansson) lui ont permis de jouir d'un succès important.
Autre groupe encore plus atypique, Apocalyptica s'est fait connaître en 1996 en sortant un album de reprises du groupe californien Metallica exclusivement jouées sur des violoncelles. Après des albums uniquement formés de reprises de metal (de Pantera à Faith No More), le groupe a commencé à jouer uniquement ses créations, agrémentées de batteries et autres instruments venant appuyer les violoncelles.
N'oublions pas Waltari, groupe indéfinissable, formé dans la deuxième moitié des années 1980, volontiers adoré des musiciens de la scène mais curieusement boudé par le grand public malgré des titres très accrocheurs. Il faut dire que la jungle des styles pratiquée ici a tout de même de quoi en rebuter plus d'un : heavy, punk, techno, rap, musique expérimentale, breakbeat, symphonique, grind-core, funk, pop, death metal...
Et comme partout ailleurs, la Finlande connaît aussi son lot de trublions. Impaled Nazarene et son "nuclear metal" à la croisée des chemins entre black metal et death metal compte parmi les plus remarquables du genre. Le groupe mené par Mikka Luttinen s'est fait remarquer par les nombreux scandales qu'il a générés, avec une délectation certaine : musiciens débarquant ivres sur scène, textes mélangeant "perversions" sexuelles et satanisme, ils sont même eu des soucis avec des associations hindouistes ! "Nous sommes ceux que vous allez adorer détester" semble être la devise assumée du groupe.

## Les années 2000: diversification et succès toujours grandissant
Des groupes toujours plus nombreux ont connu le succès hors des frontières du pays. Mais le caractère novateur du metal finlandais n'a rien perdu, bien au contraire : les idées de certains musiciens ont permis un renouvellement constant.
Adepte du metal symphonique avec des aspects gothiques, le groupe Nightwish, mené par le claviériste Tuomas Holopainen, a connu une grande notoriété depuis 1998, qui a pris une ampleur phénoménale depuis leur cinquième album, Once, en 2004. La particularité du groupe réside dans le chant lyrique de Tarja Turunen, mais aussi dans le jeu de Tuomas, adepte des ambiances médiévales et des sons orchestraux plutôt que des solos rapides. Le succès du groupe ne s'est pas démenti depuis la sortie de leur second album, Oceanborn, en 1998. En 2005, Nightwish a licencié Tarja Turunen, créant de vives réactions de la part des fans, surtout en Finlande.
Le nouvel espoir du metal européen, nommé Children of Bodom, a sorti son premier album en 1997. Mélangeant de très nombreuses influences, en majorité du speed metal mélodique et du death metal mélodique alliés à un chant black metal, le groupe, mené par le chanteur et guitariste virtuose Alexi Laiho, est littéralement devenu une référence incontournable depuis la sortie de son troisième album, Follow the Reaper, en 2000. Le mélange des divers styles, le jeu hallucinant de Laiho, de Wirman et des autres, l'arrivée du vétéran Roope Latvala (ex-Waltari et Stone, entre autres), ont définitivement permis au groupe d'acquérir la reconnaissance mondiale qu'ils méritent. Leur claviériste Janne Wirman est aussi devenu un des claviéristes les plus renommés en Finlande, voire en Europe et peut-être même au monde.
Children Of Bodom a toujours été en concurrence avec Sonata Arctica, groupe de power metal mélodique formé en 1996, par la virtuosité des deux guitaristes Alexi Laiho de Children Of Bodom et Jani Liimatainen, guitariste de Sonata Arctica jusqu'en 2007 et leurs formations presque simultanées. Sonata Arctica est très considéré dans toute l'Europe et l'Asie, notamment en Finlande et au Japon grâce à leur chanteur-compositeur talentueux, Tony Kakko, accentué de solos de guitare et de clavier qui se complètent avec brio, et leur diversité musicale, allant de chansons typiquement power metal aux ballades dans le style de Scorpions en passant par la progressivité de leur dernier album, Unia.
Autre groupe possédant un guitariste virtuose, Wintersun, fondé et mené par Jari Mäenpää, pratiquant un death metal mélodique, aux textes très lyriques et poétiques de Maënpää, ancien guitariste/chanteur d'Ensiferum.
La scène du folk metal, ou viking metal finlandaise, comporte des groupes à renommée internationale, tels que Ensiferum, Turisas, Korpiklaani, Moonsorrow, Finntroll.
En 2006, le groupe Lordi a été appelé pour représenter la Finlande au concours de l’Eurovision dont ils ont remporté la première place avec le  Hard Rock Hallelujah avec 292 points (record du concours jusqu'à ce qu'il soit battu en 2009 par Alexander Rybak pour la Norvège avec 387 points)